# Sophie Taeuber-Arp

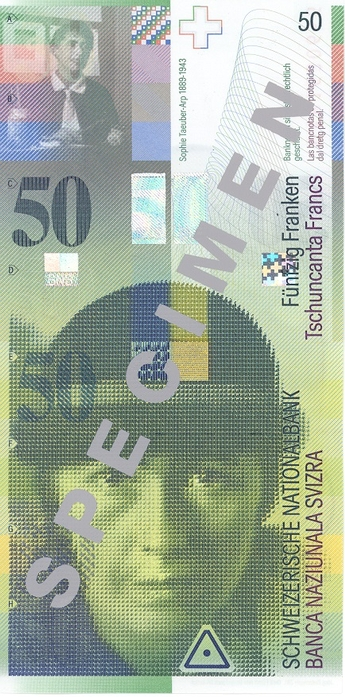
Sophie Taeuber-Arp na banknocie szwajcarskim

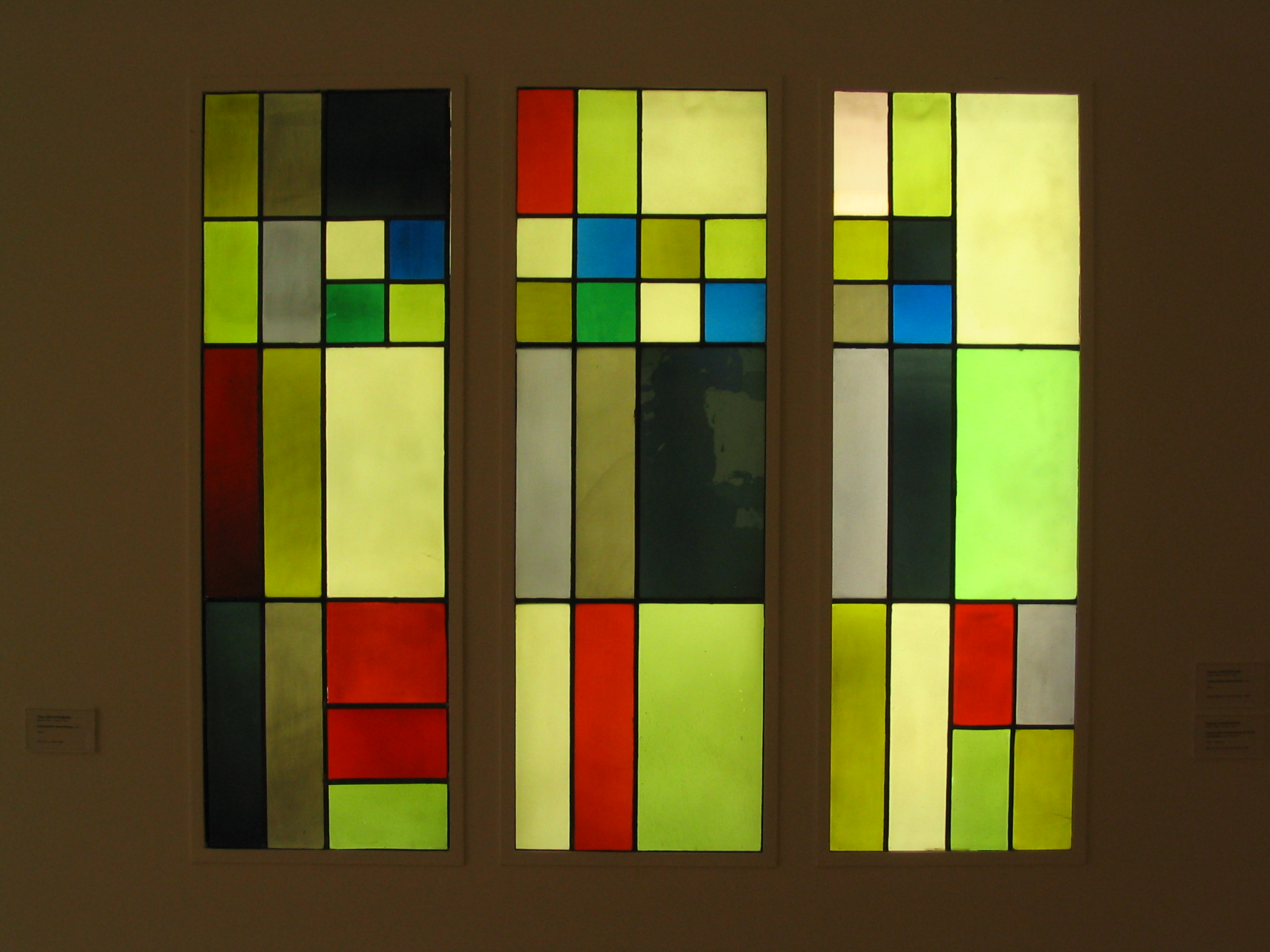
Sophie Taeuber-Arp, kompozycja geometryczna vertykalno-horyzontalna

Sophie Taeuber-Arp (/ˈtɔɪbər ˈɑːrp/, ur. 19 stycznia 1889 w Davos, zm. 13 stycznia 1943 w Zurychu) – szwajcarska malarka, rzeźbiarka i tancerka. Jedna z czołowych przedstawicielek nurtu abstrakcji geometrycznej XX wieku.

## Młodość
Sophie Henriette Gertrude Taeuber była piątym dzieckiem niemieckiego farmaceuty Emila Taeuber i Szwajcarki Sophie Taeuber-Krüsi. Ojciec Sophie zmarł na gruźlicę kiedy miała dwa lata. Po śmierci ojca rodzina przeprowadziła się do Trogen, gdzie matka otworzyła pensjonat. Sophie rozpoczęła naukę projektowania tkanin w École des arts décoratifs w St. Gallen (1908–1910). W latach 1911–1914 kontynuowała naukę w eksperymentalnej pracowni Wilhelma von Debschits w Monachium oraz na Akademii Sztuk Pięknych i Rękodzieła (Kunstgewerbeschule) w Hamburgu. W roku 1914 powróciła do Zurychu. W wieku 27 lat rozpoczęła karierę nauczycielską, jako wykładowca projektowania tkanin na Akademii Sztuk Stosowanych w Zurychu.
W roku 1916 rozpoczęła naukę tańca w Szkole Tańca Wyrazistego (niem. Ausdruckstanz) Rudolfa Labana w Zurychu. Wraz z Grupą Labana występowała u boku tancerki i asystentki Labana Mary Wigman. Grupa Labana brała udział w letnich występach w „Kolonii Artystów” na Monte Veritá w Asconie.

## Dadaizm
W roku 1915, na wystawie w Tanner Gallery Sophie Taeuber-Arp spotkała dadaistę Jeana Arpa, który przeprowadził się w 1915 roku do Zurychu, aby uniknąć powołania do niemieckiej armii podczas Pierwszej Wojny Światowej. W roku 1922 Sophie wyszła za niego za mąż i przyjęła nazwisko Taeuber-Arp. Razem pracowali nad wieloma projektami aż do jej śmierci w roku 1943.

## Literatura
- Sophie Taeuber-Arp 1889-1943. Katalog do wystawy w Arp-Museum Bahnhof Rolandseck, w Tübingen (beide 1993), in der Städtischen Galerie im Lenbachhaus München (1994). Hrsg: Siegfried Gohr, Verlag Gerd Hatje, Stuttgart 1993. ISBN 3-7757-0419-1.
- Gabriele Mahn: Sophie Taeuber-Arp, S. 160-168, in: Karo Dame, Buch zur Ausstellung Karo Dame. Konstruktive, Konkrete und Radikale Kunst von Frauen von 1914 bis heute, Aargauer Kunsthaus Aarau, Hrsg: Beat Wismer, Verlag Lars Müller, Baden 1995. ISBN 3-906700-95-X.
- Variations. Sophie Taeuber-Arp. Arbeiten auf Papier. Buch zur Ausstellung im Kunstmuseum Solothurn. Hrsg: Christoph Vögele. Kehrer Verlag, Heidelberg 2002. ISBN 3-933257-90-5.
- Sophie Taeuber-Arp – Gestalterin, Architektin, Tänzerin. Katalog zur Ausstellung im Museum Bellerive, Zürich. Hrsg: Hochschule für Gestaltung und Kunst Zürich. Verlag Scheidegger & Spiess, Zürich 2007. ISBN 978-3-85881-196-7.
- Bewegung und Gleichgewicht. Sophie Taeuber-Arp 1889-1943. Buch zur Ausstellung im Kirchner Museum Davos und im arp museum Bahnhof Rolandseck. Hrsg: Karin Schick, Oliver Kornhoff, Astrid von Asten. Kerber Verlag, Bielefeld 2010. ISBN 978-3-86678-320-1.
- Susanne Meyer-Büser: Zwei Netzwerkerinnen der Avantgarde in Paris um 1930. Auf den Spuren von Florence Henri und Sophie Taeuber-Arp, in: Die andere Seite des Mondes. Künstlerinnen der Avantgarde. Buch zur Ausstellung in der Kunstsammlung Nordrhein-Westfalen, Düsseldorf (Hrsg.), und im Louisiana Museum of Modern Art, Humlebaek, Dänemark. DuMont Buchverlag, Köln 2011. ISBN 978-3-8321-9391-1.
- Roswitha Mair: Handwerk und Avantgarde. Das Leben der Künstlerin Sophie Taeuber-Arp. Parthas Verlag Berlin 2013. ISBN 978-3-86964-047-1.
- Sophie Taeuber-Arp – Heute ist Morgen. Umfassende Publikation zur Ausstellung im Aargauer Kunsthaus, Aarau, und in der Kunsthalle Bielefeld. Hrsg: Thomas Schmutz und Aargauer Kunsthaus, Friedrich Meschede und Kunsthalle Bielefeld. Verlag Scheidegger & Spiess, Zürich 2014. ISBN 978-3-85881-432-6.